# TFX
TFX és un canal de televisió generalista francès comercial, que pertany al grup TF1. Neix el 2002 amb la presentació de candidatures per tal d'omplir les graelles televisives de la TDT francesa. El grup AB en presenta el dossier, amb un canal que hauria d'assemblar-se a RTL9 i AB1, també generalistes. Al mes de mars del 2005 s'accedeix a donar llum verda a la creació d'NT1. Cap a finals del 2010 el grup TF1 en compra els drets.

## Històric
NT1 va ser proposat l'any 2002 per AB Groupe per a una freqüència a la TDT, com a canal generalista inspirat en els seus antics RTL9 i AB1. Va ser seleccionat el 10 de juny de 2003 per al llançament de la plataforma TNT previst per al març de 2005. A finals de 2004, AB Groupe va anunciar la seva intenció d'anomenar el canal La Quatre. No obstant això, el gener de 2005, France Télévisions va anunciar que canviaria el nom del seu canal Festival com a France 4. AB Groupe va decidir tornar al nom NT1.
El juny de 2009, Groupe TF1 va acordar comprar el canal d'AB Groupe, així com el 40% de la participació d'AB a TMC Monte Carlo (que portaria la participació total de TF1 al 80%) i NT1. L'acord va ser aprovat per l'autoritat de competència francesa i, posteriorment, pel Consell d'Estat el desembre de 2010, desestimant un recurs de Métropole Télévision. Després, TF1 va assumir la seva gestió de publicitat el 2015.
El 26 de maig de 2015, TF1, TMC, NT1 i HD1 van fusionar els seus llocs web i els van unir a la seva plataforma MYTF1.
El 18 d'octubre de 2017, el president del Groupe TF1 Gilles Pélisson va anunciar que NT1 canviarà el seu nom a TFX al gener de 2018. El canvi de marca va entrar en vigor a les 21.00 hores del 30 de gener de 2018. La nova identitat de TFX, signada per l'agència argentina SuperStudio i reforçant la seva promesa editorial per als joves, explota tots els codis visuals i referències culturals d'aquesta generació.
El 28 de febrer de 2022, com a part de la fusió dels seus dos grups, Groupe TF1 i Groupe M6 anuncien que estan en negociacions exclusives amb Altice Média per a la venda de TFX i 6ter. L'abril de 2022 se signa la seva venda, i el 22 de juliol de 2022, l'Autoritat de la Competència valida l'adquisició de 6ter i TFX per part d'Altice Média, però amb unes condicions que M6 i TF1 consideren massa estrictes, aquests últims van abandonar el seu projecte de fusió al setembre i els canals posats a la venda TFX i 6ter segueixen sent propietat del Grup TF1 i del Grup M6, respectivament.
El 8 de gener de 2024, com que el bloc de programació infantil TFOU va ser substituït principalment per un programa matinal a l'horari entre setmana de TF1, TFOU es va traslladar a TFX els dies laborables després de les 6.55, compartint el bloc als dos canals. El moviment a TFX va donar a TFOU emissions més llargues els dimecres, on s'emet fins a les 9.30 en lloc de les 8.30 per a altres dies feiners habituals, i fins al migdia de determinats dies festius com l'11 de novembre de 2024.

## Història del logotip

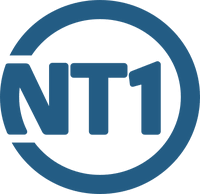
Logotip original de NT1 de 2005 a 2008
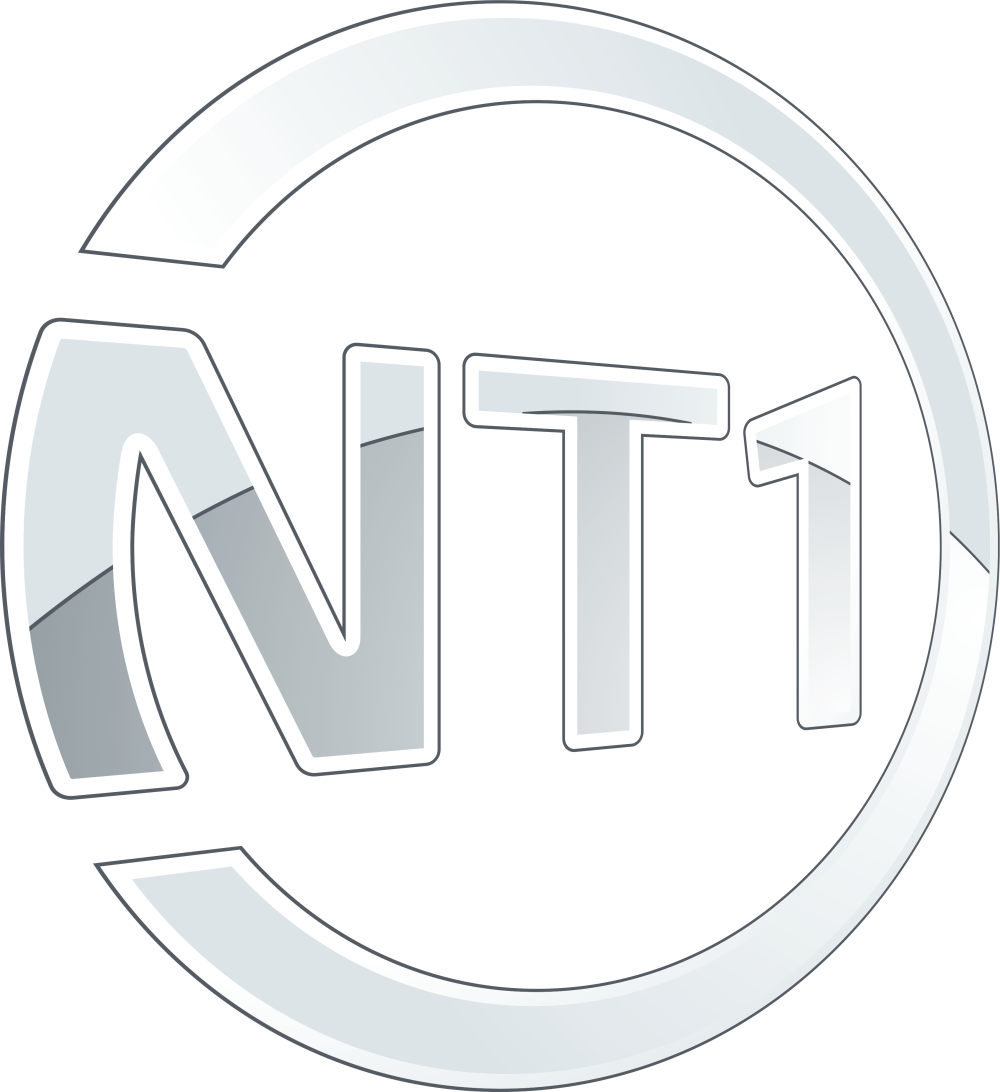
Logotip de NT1 del 2008 al 2012
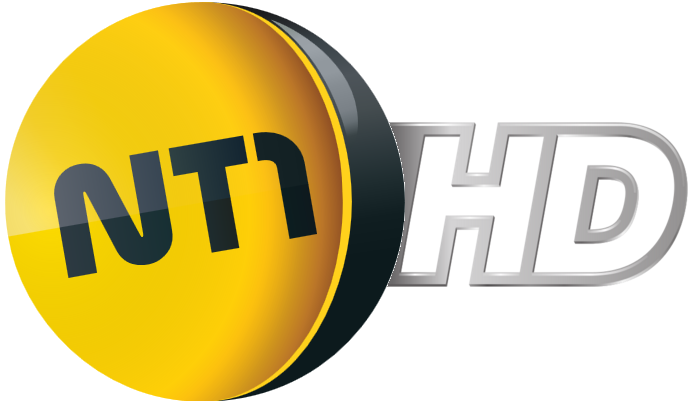
Últim logotip de NT1 del 2012 al 2018 (HD només present a l'abril de 2016)
Logotip de TFX des del 2018